# Entelea
Entelea  es un género monotípico perteneciente a la familia Malvaceae. Contiene una sola especie: Entelea arborescens endémica de Nueva Zelanda. Fue descrito por Robert Brown  y publicado en Botanical Magazine  t. 2480, en el año 1824. 
El nombre común whau  es una palabra maorí, que deriva del término en  polinesio para  'hibiscus',  árboles a los que se asemeja ligeramente. 

## Descripción
Es un arbusto o árbol pequeño que puede alcanzar 6 m de altura. Tiene hojas de entre 10 a 20 cm de color verde lima oblicuamente acorazonadas, con 5 a 7 nervaduras y largos peciolos. Las flores, de 2 cm de diámetro, tienen 4 o 5 sépalos y pétalos de color blanco, fragantes y con un apretado manojo de estambres amarillos. Florece profusamente desde principios de la primavera hasta mediados de verano. Las semillas son cápsulas marrones de 1,5 cm de largo cubiertas de rígidas cerdas de 2,5 cm. 
Tiene una madera muy liviana que rivaliza con la de balsa (Ochroma pyramidale),  aunque menos densa que el corcho. Los maoríes la usaban para hacer flotar sus redes de pesca.  Todos los años se forman varias bandas de parénquima no lignificado. Esta característica la comparte con las especies emparentadas de Sparrmannia, y significa que no hay crecimiento distintivo de anillos en la madera.

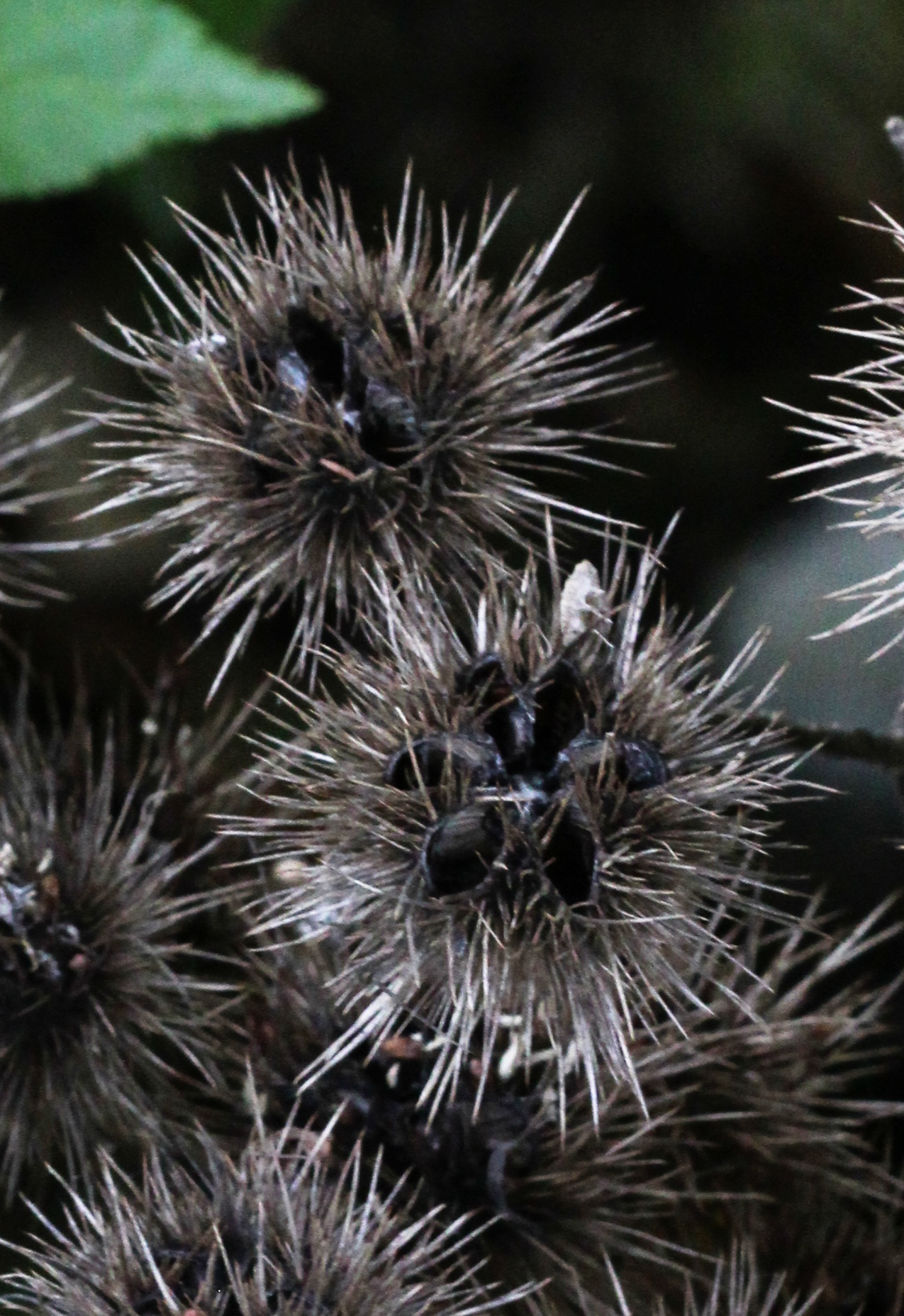
Las características cápsulas de semillas.

## Distribución y hábitat
Habita los bosques bajos a lo largo de la costa de la Isla Norte y la punta norte de la Isla Sur. Es una especie altamente exigente de luz, por lo que es incapaz de vivir bajo el denso dosel del bosque. No tolera ni el más mínimo frío, vientos fuertes o suelos muy secos o empobrecidos. Su aparición es esporádica incluso en bosques costeros no perturbados. Raramente se le encuentra en las tierras bajas de bosques húmedos, tan solo en los valles cerca de la costa, junto a corrientes donde se da la calidez y luz suficientes.
Nunca aparece a más de 8 km del mar, ni a más de 350 m s. n. m. . Y nunca con temperaturas menores a 3 °C.

## Ecología
En su hábitat natural, la especie sobrevive por el éxito en su prodigiosa producción de semillas, la notable longevidad de la semilla, y, tras la germinación, su rápido crecimiento. En el  bosque es esencialmente una especie de corta vida y oportunista; por su habilidad de invadir velozmente terreno despejado, donde la luz es ilimitada; su tremenda tasa de crecimiento; su habilidad para producir fruta rápidamente ;su enorme producción semillera, especialmente si está a punto de morir; y el hecho de que la semilla sea capaz de germinar tan pronto se abren las cápsulas. El fuego puede estimular el crecimiento de las semillas  aunque hayan permanecido inertes sobre la tierra durante años. Tras germinar se establece con gran rapidez y, si las condiciones le son favorables, es la primera nueva planta en aparecer, seguida de Urtica ferox, Macropiper excelsum, Coprosma macrocarpa,  Coprosma australis.  Luego los árboles dominantes; Corynocarpus 1º,  y seguidos por Beilschmiedia tawa.

## Cultivo
Prefiere un suelo rico limoso y húmedo, se puede cultivar al exterior, al sol o a media sombra en climas suaves, o en un invernadero en climas fríos. Es intolerante a la sequía y apenas soporta los 3 °C de mínima. Se propaga por semillas, que están disponibles comercialmente.